# 納瓦羅 (加利福尼亞州)
納瓦羅（英語：Navarro）是位於美國加利福尼亞州門多西諾縣的一個非建制地區。該地的面積和人口皆未知。

## 地理
納瓦羅的座標為39°09′07″N 123°32′31″W / 39.15194°N 123.54194°W，而該地的平均海拔高度為82米（即269英尺）。